# Thaumatomonadida
Die Thaumatomonadida sind eine Ordnung einzelliger Eukaryoten, die zu den Cercozoa gestellt werden. 

## Merkmale
Die Vertreter ernähren sich heterotroph. Die Zellen bewegen sich gleitend fort, können aber auch schwimmen. Die Zelloberfläche ist mit einer Schale aus dachziegelartig überlappenden Silikatschuppen bedeckt. Die Zelle ist abgeflacht und trägt zwei unterschiedlich schlagende Geißeln. Diese setzen etwas unterhalb der Spitze oder an der Bauchseite an. Manche Vertreter besitzen nur eine Geißel. Die Zellen bilden Extrusomen. Unterhalb der Spitze oder an der bauchseitigen Grube werden Filopodien gebildet. Zysten kommen vor. Es gibt Vertreter, die vielkernige und vielgeißelige Plasmodien bilden. 

## Systematik
Die Thaumatomonadida werden zusammen mit den Euglyphida in die Gruppe der Silicofilosea gestellt. Möglicherweise sind sie jedoch näher mit den Heteromitidae verwandt. 
Zur Ordnung werden folgende Gattungen gezählt:
- Allas
- Gyromitus
- Thaumatomonas
- Thaumatomastix

## Belege
- Sina M. Adl et al.: The New Higher Level Classification of Eukaryotes with Emphasis on the Taxonomy of Protists. The Journal of Eukaryotic Microbiology, Band 52, 2005, S. 399–451. doi:10.1111/j.1550-7408.2005.00053.x.
- Thomas Cavalier-Smith, Ema E.-Y. Chao: Phylogeny and Classification of Phylum Cercozoa (Protozoa). Protist, Band 154, 2003, S. 341–358, doi:10.1078/143446103322454112